# 52 (DC Comics)
52 (Cinquenta e dois) é uma minissérie de histórias em quadrinhos (banda desenhada, em Portugal) publicada originalmente em periodicidade semanal, durante 52 semanas, pela editora estadunidense DC Comics. Criada por quatro dos maiores escritores da editora, Grant Morrison, Mark Waid, Geoff Johns e Greg Rucka, a série foi um grande sucesso no mercado estadunidense, alcançando, em quase todas as edições, números acima de 100.000 unidades vendidas. No Brasil, foi publicada pela Editora Panini a partir de julho de 2007, sendo que, em cada revista, foram reunidos quatro episódios da série original.

## Histórico
52 mostra aos leitores o que aconteceu no Universo DC durante o período referente ao salto cronológico de um ano ocorrido em todas as séries mensais da editora.
Na série estrelada por vários personagens considerados pertencentes ao "segundo escalão" (como Adão Negro, Homem Elástico, Gladiador Dourado e Renee Montoya), ocorrem diversos acontecimentos, que são enfrentados, básica e justamente por esses personagens, devido à ausência dos três maiores símbolos do planeta: Batman, Superman e Mulher Maravilha, os quais, por problemas diversos, ficaram inativos por um ano em suas carreiras de super-heróis.

## Enredo
Após Crise Infinita, Superman, Batman e Mulher Maravilha aposentaram temporariamente seus uniformes e os outros heróis se reúnem num memorial para Superboy em Metrópolis. O viajante do tempo Gladiador Dourado estava no memorial e, ao contrário do que ele esperava, não encontra Superman, Batman e Mulher Maravilha, o que o leva a suspeitar que seu robô Skeets está com mau funcionamento. Após Skeets informar outra falha em seu banco de dados históricos, Gladiador procura seu colega viajante do tempo Rip Hunter em sua fortaleza no deserto mas não o encontra. A reputação do Gladiador fica arruinada ao contratar um ator como vilão ao mesmo tempo que um novo herói aparece e recebe as atenções da mídia, o misterioso Supernova. Em nova tentativa de recuperar sua carreira de herói, Gladiador tenta conter uma explosão de um submarino nuclear mas falha e, aparentemente, morre. Skeets usa o ancestral do Gladiador, Daniel Carter, para voltar à base de Rip Hunter e com o que vê ali, percebe que o viajante conhece suas intenções. Skeets prende Carter num loop temporal e tenta localizar Hunter ele mesmo. Mais tarde, Hunter e Supernova vão até a cidade engarrafada de Kandor, onde o herói se revela como Gladiador Dourado. Ele explica que falsificara sua morte para ajudar Hunter a descobrir as intenções de Skeets. Hunter e Gladiador preparam uma armadilha para  Skeets na Zona Fantasma, mas o robô destrói a subdimensão e persegue seus dois inimigos através do tempo.
Ralph Dibny, o Homem-Elástico, conta que o túmulo de sua falecida esposa Sue foi vandalizado com uma pichação de um "S" do Superman pintado invertido - símbolo kriptoniano para ressurreição. Ele confronta Cassandra Sandsmark, a nova Moça Maravilha, e ela lhe fala que pertence a uma seita que acredita que Superboy possa ser ressuscitado, mas eles tentarão primeiro com Sue. Apesar de ter inicialmente consentido, Dibny e seus amigos perturbam a cerimônia mas visões da esposa morta o levam a um colapso nervoso. Ralph mais tarde encontra o elmo do Senhor Destino, que lhe promete reviver Sue se ele concordar em se sacrificar. Dibny acompanha o elmo em uma jornada sobrenatural. Após várias tentativas falhadas de ressuscitar a esposa, Dibny prepara um encanto na torre do Senhor Destino. Dibny atira no elmo, revelando que o artefato estava tomado pelo mago vilão Félix Fausto. Fausto fingira ser Nabu para entregar a alma de Dibny para o demônio Neron em troca de sua liberdade. Neron mata Dibny mas percebe que o encanto do herói era uma armadilha para ele e Fausto, e que só escapariam dela se o autor do mesmo o desfizesse. Mas com Ralph morto, Neron e Fausto ficam presos juntos por toda a eternidade. Ralph e Sue Dibny se reúnem mais tarde como detetives fantasmas.
Lex Luthor anuncia o Projeto Homem Comum (Everyman Project), um programa que dá superpoderes a pessoas comuns. John Henry Irons desativa a armadura de sua sobrinha Natasha pois a acha irresponsável, o que a leva a tentar obter superpoderes entrando para o projeto de Luthor. Após se encontrar com  Luthor, a pele de Irons é transformada em aço, o que leva que sua sobrinha o acuse de hipocrisia. Ela se torna membro do grupo de super-heróis de Luthor, a nova Corporação Infinito. Irons descobre que Luthor consegue desligar os poderes dos heróis do projeto, e que eles expirarão naturalmente após seis meses. Luthor desliga os poderes de um dos membros do grupo de Natasha durante uma batalha, causando uma fatalidade, e Irons tenta com isso provar a Natasha que Luthor não é de confiança. Após Luthor se enfurecer com seus funcionários que o consideram inábil para receber a programação dos super-poderes, desliga os da maioria dos humanos que receberam o programa do Homem Comum, fazendo com que vários despencassem dos céus para a morte. Natasha ajuda a desmascarar Luthor, que aplica em si mesmo o programa ao descobrir que seus funcionários lhe mentiram com medo dele se tornar superpoderoso e ganha poderes similares ao do Superman. Ele descobre Natasha o espionando e a espanca. Irons e os Novos Titãs atacam a Lexcorp e levam  Luthor para ser julgado, com a ajuda de Natasha. Mutano se oferece para reconstruir sua armadura e entrar para os Novos Titãs mas Natasha prefere formar um novo grupo com seu tio.
Homem Animal, Estelar e Adam Strange ficam isolados num planeta alienígena após os eventos de Crise Infinita. Eles são perseguidos através do espaço pelos agentes de Lady Styx. São resgatados e se unem a Lobo, que está com o Olho da Imperatriz Esmeralda (Olho de Ekron) e afirma que adotou uma religião e não comete mais violência em nome de seus amados golfinhos espaciais. Lady Styx contratara Lobo para capturar os heróis mas ele não quer mais lutar. Os heróis vencem e descobrem uma cabeça esmeralda de Ekron, que é um Lanterna Verde que luta sozinho para recuper o olho (na verdade um anel dos lanternas alterado). Durante a luta, o Homem Animal morre. Após Estelar e Strange deixarem seu corpo, Homem Animal se recupera e entra em contato com os alienígenas que lhe deram seus poderes e esses os ampliam, fazendo ser capaz de contatar qualquer ser vivo do universo. Ele adquire os poderes dos Devoradores de Sóis e consegue retornar à Terra. Ele é perseguido pelos assassinos de Lady Styx, que são mortos por Estelar quando ela chega a seu lar.
Adão Negro, o super-humano líder de Kahndaq, força uma coalizão entre vários países inimigos dos Estados Unidos até que Adrianna Tomaz, uma ex-escrava, mostra que pode usar seus poderes para a paz. Adão convence Capitão Marvel a dar para Tomaz o poder de Ísis e os dois atravessam a África libertando crianças escravas. Questão, Renee Montoya e Batwoman, enquanto isso, descobrem que a Intergangue prepara uma invasão a Gotham City. O Questão e Montoya seguem uma pista até Kahndaq e impedem um ataque terrorista suicída no casamento de Adão Negro e Ísis. Adão agradece aos dois dando-lhes honras de Estado. Os quatro continuam a luta contra a Intergangue, que induzem crianças a uma religião criminosa baseada numa "Bíblia do Crime". Adão Negro encontra entre as crianças o irmão aleijado de Ísis, Amon, e divide seu poder com ele, transformando-o em  Osíris. Osiris fica amigo de um crocodilo antropomórfico e lhe dá o nome de Sobek e se junta a Adão Negro, formando a Família Marvel Negra. Adão e Ísis informam aos países que Kahndaq não está mais interessada na coalizão.
Will Magnus, criador dos Homens Metálicos, é raptado e levado a Ilha Oolong, onde a Intergangue e Chang Tzu forçam os cativos (cientistas vilões) a desenvolverem novas armas para eles. Os remédios antidepressivos de Magnus são confiscados e ele recebe ordens de construir um robô Homem Plutônio mas ele secretamente reconstrói miniaturas dos antigos homens metálicos. Os cientistas ativam três dos chamados Quatro Cavaleiros do Apocalipse de Apokolips, que vão atrás de Adão Negro. Suspeitando de Adão Negro, Amanda Waller arruina a reputação de Osíris manipulando-o para matar o Persuasor e colocando a cena gravada na mídia. Osiris se afasta do público e uma chuva de ácido cai sobre Kahndaq. Achando que é o culpado, Osíris pede ao Capitão Marvel que remova seus poderes mas ele é impedido por Ísis e Adão Negro e retornam para Kahndaq. Sobek trai Osíris e o reverte para Amos, devorando-o e revelando-se como o quarto cavaleiro, Fome. Os outros cavaleiros batalham contra Adão Negro e Ísis. Isis é envenenada por Pestilência e morre enquanto pede a Adão que vingue a morte dela e de Osíris.
Enfurecido e à beira da loucura, Adão Negro destrói Bialya,a base dos Quatro Cavaleiros, e dizima a população antes de matar o último dos cavaleiros. Ele ataca a Ilha Oolong mas os cientistas o capturam e o aprisionam. A Sociedade da Justiça da América invade a ilha para prender Adão mas o vilão escapa e continua sua vingança contra o mundo (Terceira Guerra Mundial), quando ele matará muitos super-humanos. Durante as batalhas de Adão Negro, Capitão Marvel convence o Panteão dos Deuses Egípcios a remover os poderes dele, que reverte a Teth-Adam e é mudada a palavra mágica, que não é mais "Shazam". Teth-Adam desaparece após uma explosão. Ele depois é visto usando botas feitas com a pele de Sobek.
Questão e Montoya treinam com Richard Dragon em Nanda Parbat, onde Montoya percebe que seu companheiro está morrendo de câncer nos pulmões e que a quer como seu substituto. Ao lerem sobre uma profecia na Bíblia do Crime sobre a morte de Batwoman (Kate Kane), a dupla se junta a ela na luta contra a Intergangue em Gotham City. Quando a saúde de Questão piora, Montoya volta para Nanda Parbat mas falha na tentativa de salvar a vida dele. Pouco depois dela deixar Gotham, a Intergangue descobre a identidade de Batwoman e quer sacrificá-la para que a profecia seja cumprida. Montoya, como a Questão, se alia a Asa Noturna e ao ex-membro da Intergangue Kyle Abbot numa tentativa de salvar Batwoman, mas são incapazes de prever que Mannheim a fira com uma adaga cerimonial. Batwoman fere mortalmente Mannheim e sobrevive. Após se recuperar, Montoya usa o Bat-Sinal para chamá-la de volta ao trabalho.
Skeets é revelado como o Senhor Cérebro, que usara o corpo metálico do robô como um casulo para se metamorfosear numa gigantesca e monstruosa forma que se alimenta de tempo. Rip Hunter e Gladiador escapam ao final da Crise Infinita, quando testemunham a criação secreta dos 52 universos paralelos, que o Senhor Cérebro queria consumir. Daniel Carter reaparece como o novo Supernova e salva Hunter e Gladiador, restaurando a Zona Fantasma no processo. Senhor Cérebro altera os eventos nos 52 universos, criando novas histórias e novos ambientes em cada um. Gladiador e Supernova aprisionam Senhor Cérebro no que sobrou do corpo de Skeets e o enviam de volta no tempo, quando ele foi capturado pelo Dr. Sivana, ficando aprisionado num loop por toda a eternidade. Hunter, Gladiador e Supernova concordam em manter segredo sobre a restauração do multiverso e Will Magnus reconstrói Skeets, usando uma cópia que ele tinha feito da memória do robô.

## Por que 52?
A série quer mostrar que o Multiverso ainda existe, e que há outras 52 Terras, além do fato de ser uma série semanal (cada ano possui algo em torno de 52 semanas).